# Thalmühle (Marktschorgast)
Thalmühle  (oberfränkisch: Dolmüll) ist ein Gemeindeteil des Marktes Marktschorgast im Landkreis Kulmbach (Oberfranken, Bayern). Thalmühle liegt in der Gemarkung Marktschorgast.

## Lage
Die Einöde liegt im Tal der Schorgast und ist allseits von Wald umgeben. Eine Gemeindeverbindungsstraße führt nach Grundmühle (0,5 km nordwestlich) bzw. nach Marktschorgast (80,6 km südlich).

## Geschichte
Der Ort wurde 1733 in einem Steuerkataster des Amtes Marktschorgast erstmals schriftlich erwähnt. Die Mühle wurde nach ihrer Lage benannt.
Gegen Ende des 18. Jahrhunderts bestand Thalmühle aus einem Anwesen. Das Hochgericht übte das bambergische Centamt Marktschorgast aus. Die Pfarrei Marktschorgast war Grundherr der Mühle.
Mit dem Gemeindeedikt wurde Thalmühle dem 1811 gebildeten Steuerdistrikt Marktschorgast und der 1813 gebildeten Munizipalgemeinde Marktschorgast zugewiesen.

### Einwohnerentwicklung
| Jahr      | 001818 | 001861 | 001871 | 001885 | 001900 | 001925 | 001950 | 001961 | 001970 | 001987 |
| Einwohner | 5      | 6      | 8      | 8      | 3      | 5      | 15     | 13     | 7      | 3      |
| Häuser    | 1      |        |        | 2      | 2      | 2      | 2      | 1      |        | 1      |
| Quelle    | [ 8 ]  | [ 11 ] | [ 12 ] | [ 13 ] | [ 14 ] | [ 15 ] | [ 16 ] | [ 17 ] | [ 18 ] | [ 1 ]  |

## Religion
Thalmühle ist römisch-katholisch geprägt und bis heute nach St. Jakobus der Ältere (Marktschorgast) gepfarrt.